# Tepeköy (Gökçeada)
Tepeköy, griechisch Agrídia (Αγρίδια) ist ein griechisches Bergdorf auf der Insel Gökçeada / Ímvros im Landkreis Gökçeada der türkischen Provinz Çanakkale. Es hat von den traditionellen Dörfern der Insel den griechischen Charakter am besten bewahrt.

## Lage
Tepeköy / Agrídia liegt am Hang des Ulukaya Tepe / Ágios Dimítrios (638 m) und reicht bis auf 412 Meter über Meer, somit ist es das höchstgelegene Dorf der Insel. Es liegt 11 Kilometer westlich der Stadt Gökçeada und ist schlecht zugänglich. Die bewaldete Umgebung des Dorfes ist felsig und hat mehrere Bachläufe, die den Fluss Büyükdere / Megálos Potamós speisen.

## Traditionen

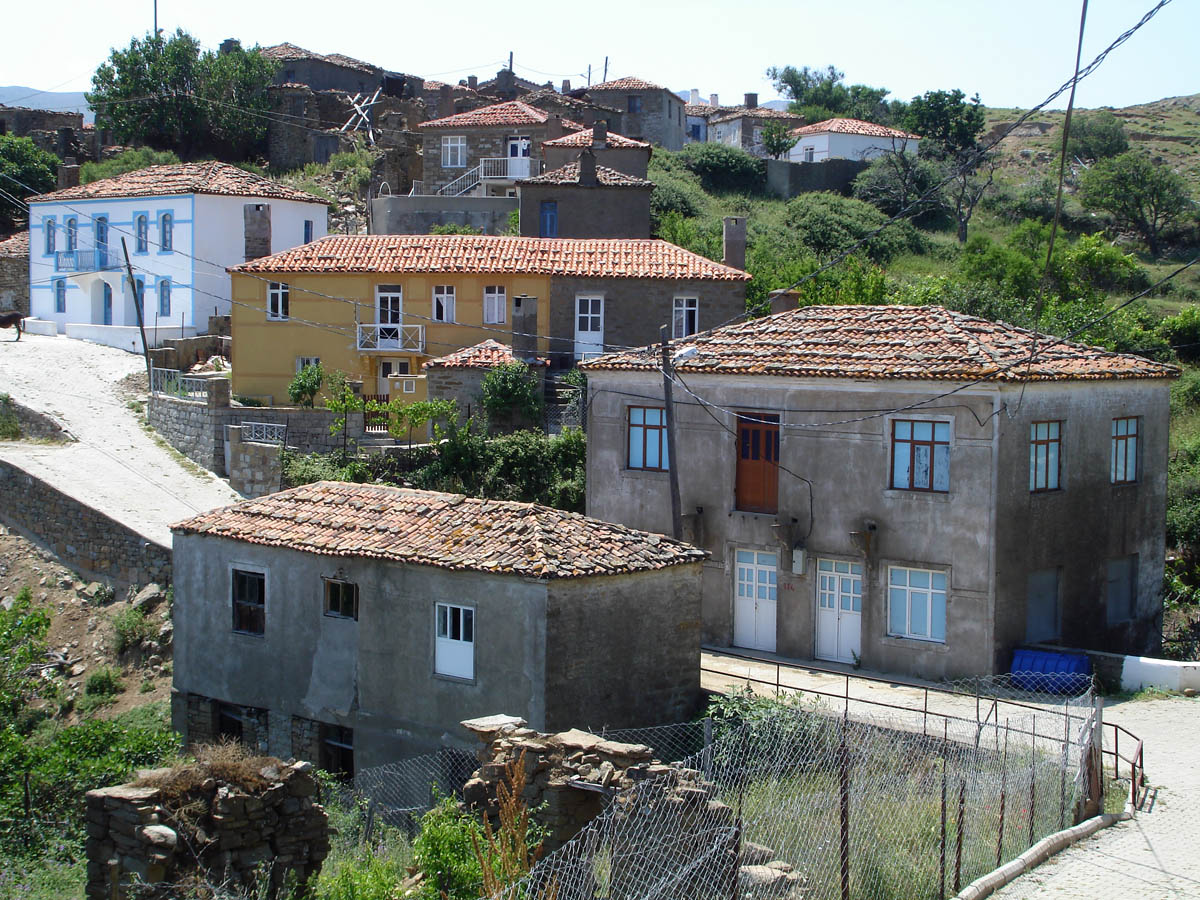
Tepeköy, Sommer 2007

Das Dorfzentrum ist dicht bebaut mit engen Straßen, weshalb hier auch die typischen Gärten fehlen. Es hat viele eingestürzte Gebäude, einerseits aufgrund schlechter Bauweise und andererseits, weil die Häuser nicht mehr instand gehalten wurden. Die Evangelismó tis Theotóku-Kirche (Mariä Verkündung) stammt aus dem Jahr 1832.
Am Marienfest im August wird das Fleisch der am Vorabend geschlachteten Tiere verteilt. Auch die Osterwoche wird in Agrídia gefeiert. Die Dorfbewohner halten an den griechischen Bräuchen fest und der Ort ist auch bekannt für seine Tänze.
Nördlich des Dorfes liegt der traditionelle Festplatz des Dorfes Pınarbaşı / Spiliá (Σπηλιά), der lange Zeit militärisches Sperrgebiet war. Heute wird der Platz mit einer über 600 Jahre alten Platane und einer von alters her eingefassten Quelle touristisch benutzt.

## Geschichte
Agrídia wurde erstmals im Steuerbuch der osmanischen Provinz Cezayir-i Bahr-ı Sefid  („Mittelmeerinnseln“) des Jahres 1569 unter dem Namen Agritiye genannt. Als 1923 die Insel zur Türkei kam, hatte Agrídia eine Schule und eine Kirche. 1964 wurde die Schule von der türkischen Regierung geschlossen. In den folgenden Jahren verließen viele Dorfbewohner die Insel und die Bevölkerung nahm in kurzer Zeit stark ab. 1970 wurde Agrídia offiziell in Tepeköy („Bergdorf“) umbenannt. Nach der Öffnung der Insel in den 1990er Jahren kehrten die ersten Griechen zurück. 2015 wurde ein griechisches Lyzeum eröffnet.

## Wirtschaft
In Tepeköy / Agrídia befindet sich eine traditionelle Weinkelterei, daneben werden noch Oliven angebaut, Imkerei betrieben und Tiere gezüchtet. In den Tavernen und Kaffeehäusern werden verschiedene Weinsorten angeboten, darunter auch geharzter Wein. Zu den hier gezüchteten Traubenarten gehört die Korsna-Traube, die vom Zweig geschnitten wird und dann über den Winter zum Trocknen aufgehängt wird.

## Bevölkerung
Die Bevölkerung besteht zu 75 % aus griechisch-orthodoxen Griechen und zu 25 % aus sunnitischen Türken. Tepeköy hatte laut Bevölkerungsfortschreibung (ADNKS) 162 Einwohner (Stand Ende 2020).

## Personen aus Tepeköy / Agrídia
- Chrysostomos Demitriadis (1944-2018), Metropolit von Symi.